# Ernst Swentzer
Ernst Albert John Swentzer, född 28 november 1858 i Kristianstad, död 13 januari 1904 i Simrishamn, var en svensk jurist.
Swenter blev student vid Lunds universitet 1877, avlade hovrättsexamen 1883, blev vice häradshövding 1886, borgmästare i Torshälla stad 1887 samt var rådman och kronouppbördskassör i Simrishamns stad från 1890.